# 関西学院大学フープファイターズ
関西学院大学フープファイターズ（かんせいがくいんだいがく フープファイターズ、KWANSEI GAKUIN UNIVERSITY HOOP FIGHTERS）は、関西学院大学体育会に属する男子バスケットボール部のチーム名である。関西学生バスケットボール連盟所属。同大学のアメリカンフットボール部が「ファイターズ」のチーム名を持っていることから、同部名を尊重し、また1990年初頭当時のヘッドコーチであった藤木大三（現・同大学教育学部教授）の提案により、米口語でバスケットボールを意味する「フープ（HOOP）」を合わせてチーム名を制定した。

## 歴史
関西の学生バスケットボールにおける伝統校の一つ。
1926年（大正15年）より早稲田大学との関早戦も始まった。
翌1927年（昭和2年）より開始された関西学生リーグでは第1・2回連覇を始め14回制覇しており、これは京都産業大学（19回）に次いで2位の数字である（2010年（平成22年）度時点）。

## 主な卒業生
山際 爽吾